# Die Bibel – Paulus
Die Bibel – Paulus (Original- sowie italienischer Titel San Paolo, englischer Titel The Bible: Paul of Tarsos) ist ein zweiteiliger Fernsehfilm, der das Leben des Heidenapostels Paulus von Tarsus nach der Apostelgeschichte des Neuen Testaments erzählt. Die Titelrolle des Paulus ist mit Johannes Brandrup besetzt.

## Handlung
Erster Teil
Das Drama beginnt in Jerusalem, nur einen Monat nach der Kreuzigung Jesu von Nazaret.
Jesus’ Apostel Petrus und Johannes hadern noch immer mit der ihnen übertragenen Aufgabe, den Menschen die Botschaft des Heilands zu verkünden. Als ihnen jedoch beim Abendmahl der Heilige Geist erscheint, verbreiten sie ihren Glauben von nun an ohne Furcht. 
Saul von Tarsus, Sohn eines Zeltmachers, und so ehrgeizig wie intelligent, gerät in Jerusalem zwischen die Fronten des schwelenden Glaubenskrieges. Obwohl er, der zur jüdischen Gruppierung der Pharisäer zählt, sich streng an die Regeln des mit ihm befreundeten Rabbi Gamaliel hält, kommt es in Glaubensfragen immer wieder zu Streitigkeiten mit seinem einige Jahre älteren Freund Ruben, einem einflussreichen Sadduzäer-Priester. Ruben hält überhaupt nichts von einer Auferstehung am Jüngsten Tag und ist der Ansicht, dass die Pharisäer sich mit ihrer Haltung den aufrührerischen Anhängern des Jesus von Nazareth annäherten, die behaupten würden, dieser sei von den Toten auferstanden. 
Auch der Bauer Barnabas kommt zusammen mit seiner Frau von weit her, um sich von Petrus und Johannes taufen zu lassen. Ein Überfall auf die beiden wird von Saul vereitelt. Noch ahnt Saul nicht, dass er gerade dem christlichen Glauben verbundenen Menschen das Leben gerettet hat, hat er doch Ruben sein Wort gegeben, ihm bei der Verfolgung der aufrührerischen Christen zu helfen. 
Aber auch König Herodes hat Angst, seine Macht zu verlieren und sieht die Christen, ebenso wie der Hohe Rat und vor allem der Hohepriester als Bedrohung an. Deren größter Feind ist jedoch Ruben. Dieser Phalanx gelingt es zusammen mit ihren Helfershelfern, die Christen brutal zurückzudrängen und aus der Stadt zu vertreiben. Auch Saul gehört zu denen, die die flüchtenden Missionare unbarmherzig verfolgen. Auf dem Weg nach Damaskus, der Hochburg der Christen, wird Saul geblendet und stürzt blind von seinem Pferd. Er hat eine Vision, in der Jesus ihm Mut zuspricht, und ihm verkündet, dass er bald geheilt werde, was dann auch geschieht. Für Saul ist das das Signal, sich nun ebenfalls taufen zu lassen und sich den Christen anzuschließen. Sein Name lautet nun Paulus. Als Ruben erfährt, was Saul getan hat, sieht er das als unverzeihbaren Verrat an, den der Freund mit dem Tod büßen soll. Dina, Rubens Frau, sorgt jedoch dafür, dass Paulus mit seinem neuen Weggefährten Barnabas in die Wüste fliehen kann. 
Zweiter Teil
Der nun bekehrte Paulus ist inzwischen zu einem engagierten Missionar geworden. Sein ehemaliger Freund Ruben lässt ihn unerbittlich verfolgen, gebrandmarkt als Verräter und Ketzer. Barnabas ebnet ihm den Weg zu den strenggläubigen Aposteln, die ihm jedoch misstrauen, da er keiner der ihren ist und sie einst verfolgte. Einzig der von allen akzeptierte Petrus gibt Paulus eine Chance und schickt ihn zusammen mit Barnabas auf eine Missionsreise in seine Geburtsstadt Tarsus sowie nach Zypern. In der kleinasiatischen Stadt Lystra werden sie von Ruben und seinen Häschern aufgespürt. Er will beide auf der Stelle als Ketzer steinigen lassen, jedoch kommt ihnen ein Bettler zu Hilfe, den Paulus nur wenig zuvor geheilt hatte. 
Da Paulus sich inzwischen unnachgiebig und oft als Eiferer zeigt, sobald jemand auch nur ein wenig vom christlichen Glauben abweicht, kommt es zum Bruch mit Barnabas. Sein unerschütterlicher Glaube hilft ihm jedoch auch dabei, seine Mission ohne Angst weiterzutragen und ohne Rücksicht darauf, dass ihn das sein Leben kosten könnte. Paulus will das Wort Gottes bis nach Rom tragen, muss jedoch umkehren, da der römische Kaiser allen Juden den Aufenthalt in der Stadt verboten hat. Bei seiner Rückkehr nach Jerusalem wird er verhaftet. Als man ihm den Prozess macht, kommt es zu Tumulten, was dazu führt, dass der römische Tribun Paulus in ein römisches Gefängnis überstellen lassen will. Wieder sorgt Dina dafür, dass der zuvor von ihrem rachsüchtigen Ehemann Ruben geplante Anschlag auf Paulus misslingt. Auch Dina ist ohne Rubens Wissen inzwischen Christin. Als Paulus’ Prozess vor einem römischen Gericht ansteht, wohin man ihn per Schiff bringt, glaubt er sich seinem Ziel ein großes Stück näher. Auf der Überfahrt gerät das Schiff jedoch in einen schweren Sturm.       

## Produktion, Hintergrund, Veröffentlichung
Produziert wurde der Film von der Beta-Technik GmbH, dem Produktionsunternehmen der Kirch-Gruppe unter Beteiligung von Lux Film S.p.A. Vide, Ceská Televize, Quinta Communications und RAI Radiotelevisione Italiana. 
Die Filmhandlung, die im Sommer 2000 in Ouarzazate in Marokko und auf Malta gedreht wurde, weicht von der biblischen Erzählung in mehreren Punkten ab:
- Die Figuren des Ruben und seiner Frau Dina, wie auch die Feindschaft, die Ruben zu Paulus entwickelt, sind frei erfunden.
- Paulus betritt in einer Szene das innere Heiligtum des Tempels, was aber seinerzeit nur Priestern gestattet und überhaupt möglich war.
- Zwar wird Paulus im Gefängnis von einem Jüngling besucht, im Film nimmt diese Rolle jedoch eine Frau ein.

Tatsächlich ist der Überlieferung nach Malta die Insel, auf der Paulus sich auf seinem Weg nach Rom aufgehalten haben soll. Die Statue Tas-Salvatur befindet sich zu Ehren Paulus an der Stelle, an der er einst an Land gegangen sein soll.
Paulus ist der erste und einzige Film der Reihe Die Bibel, bei dem ein deutscher Schauspieler in der Hauptrolle besetzt ist. Bekannt ist Johannes Brandrup unter anderem dadurch, dass er in den ersten 10 Folgen der Action-Krimiserie Alarm für Cobra 11 – Die Autobahnpolizei den Kriminalhauptkommissar Frank Stolte spielte. 2005 wirkte er erneut in einem Bibelfilm mit. In  Petrus – Die wahre Geschichte verkörperte er Jesus. Anders als in den weiteren Filmen der Reihe geize Paulus allerdings „mit prominenten Nebendarstellern; einzig Franco Nero als Priester Gamaliel verleih[e] der Besetzungsliste internationalen Glanz, ansonsten tummeln sich fast ausschließlich unbekannter Italiener auf den Straßen Jerusalems“, hieß es bei Kino.de.
Für George W. Bailey ist es seine dritte Rolle in einem Bibelfilm, nachdem er in der Verfilmung über Salomon den Azarel und in der Verfilmung über Jesus den Lysias gespielt hatte. Franco Nero wird in allen Sprachversionen synchronisiert.
Die Bibel – Paulus I und Paulus II gehört zu einer fünfteiligen Reihe, in der Geschichten aus dem Neuen Testament verfilmt worden sind, und bildet Film 4 und 5 der Reihe. Kino.de führte dazu aus: „Wie alle Werke aus dieser Reihe, die Leo Kirch persönlich sehr am Herzen liegt, werden auch in ‚Paulus‘ die diversen religiösen Diskurse […] eher am Rande abgehandelt.“
Der Film hatte am 3. Dezember 2000 in Italien unter dem Titel San Paolo Premiere. In Deutschland erfolgte die Premiere auf DVD, herausgegeben am 18. November 2003 von Studiocanal unter dem Titel Die Bibel – Paulus.
Am 19. Dezember 2003 wurde der Film in Finnland gezeigt und am 30. Mai 2004 in Ungarn. In den USA feierte er seine Premiere am 13. Juli 2004 unter dem Titel Paul the Apostle, alternativ St. Paul auf DVD. In Norwegen erschien er am 17. November 2004 auf DVD, in Japan am 3. Juni 2009 und in Argentinien am 24. Oktober 2014. Veröffentlicht wurde er zudem in Australien, Brasilien, Spanien, Griechenland, Polen und Rumänien. Der weltweite englische Titel lautet: The Bible: Paul of Tarsos.

## Synchronsprecher
Durchgeführt wurde die Synchronisation von der JohannisthalSynchron GmbH in Berlin, Dialogbuch und Dialogregie lagen bei Klaus E. Laurien. Die Synchronsprecher für die deutsche Fassung sind:
| - Johannes Brandrup: Paulus, spricht sich selbst - Thomas Lockyer: Ruben von Bernd Vollbrecht - Barbora Bobuľová: Dina von Ghada Al-Akel - Ennio Fantastichini: Simon Petrus von Dieter Bellmann - Giorgio Pasotti: Johannes von Alexander Döring - Christian Brendel: Jakobus von Peter Reinhardt - G. W. Bailey: Barnabas von Roland Hemmo - Giovanni Lombardo Radice: Herodes Antipas von Joachim Kerzel | - Jack Hedley: Hohepriester von Gerhard Paul - Faith Brooks: Rubens Mutter Sarah von Marianne Lutz - Ian Ricketts: Amos von Peter Groeger - Craig Huston: Gaius von Udo Schenk - Massimo Sarchielli: Hananias von Hans Teuscher - Riccardo Sardone: Stephanus von Peter Flechtner - Gaetano Varcasia: Mann in Lystra von Hubertus Bengsch - Daniela Poggi: Maria von Helga Sasse - Franco Nero: Gamaliel von Kaspar Eichel |

## Historie

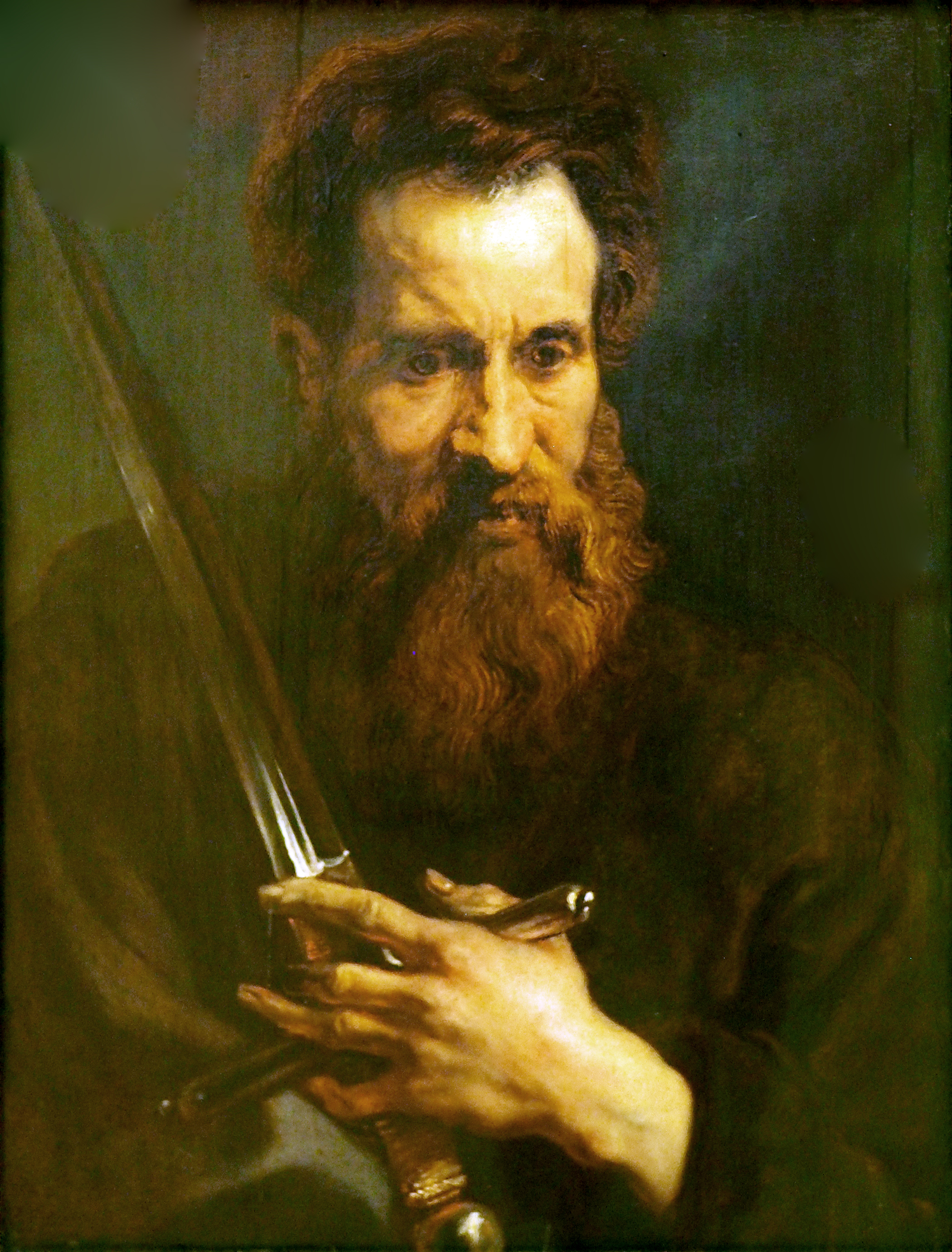
Apostel Paulus, Gemälde von Anthonis van Dyck

Paulus von Tarsus (vermutlich * vor 10 bis † nach 60 in Rom) war, so führt es das Neue Testament aus, ein erfolgreicher Missionar des Urchristentums sowie einer der ersten Theologen in der Geschichte des Christentums. Paulus war Jude und ein gesetzestreuer Pharisäer mit römischen Bürgerrechten. Nachdem er zunächst die Anhänger von Jesus von Nazaret verfolgte, verstand er sich seit seiner Bekehrung als von Gott berufener Apostel, dessen Aufgabe es war, dessen Evangelium überall zu verkünden. Man nimmt an, dass seine Bekehrung im Jahr 33 erfolgte.
Laut der Apostelgeschichte war Paulus von Geburt an römischer Bürger und gehört damit zu einer Minderheit von jüdischen Reichsbewohnern, die dieses Recht besaßen. Saulus wechselte seinen Namen nicht aufgrund seiner Bekehrung und Taufe, wie überwiegend im Volksmund lanciert wird, und was auch die bekannte Redewendung „vom Saulus zum Paulus“ nahelegt. Vielmehr wählten Juden in einem fremden Lebensumfeld und in der Diaspora oft einen zweiten Namen, der möglichst nahe dem ihres ursprünglichen Namens war.  
Paulus soll, ebenso wie Petrus, den Märtyrertod gestorben sein. In den Paulusakten heißt es, dass er in Rom  unter Kaiser Nero durch das Schwert hingerichtet worden sei. Möglich ist, dass er im Zuge von Nero Christenverfolgung im Jahr 64 den Tod fand.  

## Kritik
Peplumania.com war der Ansicht: „Trotz der beachtlichen Länge eine kurzweilige, effektvolle und bisweilen sogar einfallsreiche Erzählung, bei der am Rande sogar ein paar theologische Fragen für den Laien verständlich erklärt werden. Die Kulissen sorgen für schöne Bilder […] – ein weiterer gelungener Beitrag der Bibel-Serie.“
Prisma stellte darauf ab, dass Roger Young nach den Bibelfilmen Josef, Moses, Salomon und Jesus hier bereits „den fünften Teil der erfolgreichen Bibel-Reihe“ inszeniere und befand: „Mit diesem packenden Gewissens-Drama illustriert er eindrucksvoll die Zeit der Christenverfolgung.“
Kino.de meinte: „Bald ist es vollbracht: Paulus ist der vorerst letzte Titelheld des mittlerweile zwanzig Filme umfassenden Bibelprojekts von Leo Kirch. Als abschließendes Epos wird nur noch die ‚Apokalypse‘ (nach der Offenbarung des Johannes) folgen. Mit ‚Paulus von Tarsus‘ aber ist die Reihe nochmals ganz bei sich selbst, zumal der reuige Sünder der perfekte Protagonist ist: wandelt er sich doch vom Christenjäger zum duldungsfähigen Gläubigen.“ Zu Johannes Brandrup hieß es, „seine jungenhaften Züge“ würden „weder erlittenes Leid noch Bekehrung und Weisheit vermitteln“. Außerdem „pass[e] seine wenig markante Stimme nicht so recht zu einem Prediger, der die Massen zu fesseln vermochte“. Daher würden „die Bibelfilme 19 und 20 in erster Linie durch Ausstattung, Kostüme und gepflegte Vollbärte“ beeindrucken. Dabei sei „das Konzept des Zweiteilers recht geschickt“ im Hinblick darauf, dass „das Drehbuch eine Rivalität zwischen Paulus und seinem Jugendfreund Ruben“ aufgebaut habe, die „zu Todfeinden“ würden.